# Vitória Caroline
Vitória Caroline da Silva Ribeiro (Curitiba, 11 de julho de 1999) é uma nadadora paralímpica brasileira. Competiu nos Jogos Paralímpicos de Verão de 2024. É dona de uma medalha em Jogos Parapan-Americanos.

## Biografia
Vitória nasceu com uma paralisia do membro superior durante o parto. Passou a praticar natação por recomendação de uma amiga da mãe, que também tem um filho com deficiência.
Competiu no Parapan de Jovens de 2017, sendo ouro nos 100m borboleta e revezamento 4x100m medley, prata nos 100m livre e bronze nos 200m.
Nos Jogos Parapan-Americanos de 2023, em Santiago, disputou a prova dos 100 metros borboleta da categoria S8, conquistando a medalha de ouro.
Esteve nos Jogos Paralímpicos de Verão de 2024, em Paris. Chegou à final dos 100 metros borboleta na categoria S8, mas ficou em oitavo lugar durante a decisão.